# Humanis
 (juin 2017).
Humanis est un groupe de protection sociale français, paritaire et mutualiste, à but non lucratif, né formellement le 26 janvier 2012 à la suite de différents rapprochements. Le groupe Humanis intervient dans tous les domaines de la protection sociale, pour les entreprises et les particuliers.  Le siège social est situé à Paris, le siège administratif est situé quant à lui à Malakoff.

## Historique
Humanis est issu du rapprochement entre différents groupes de protection sociale. Historiquement, un premier rapprochement a eu lieu en janvier 2011 entre les groupes Vauban Humanis (issu des entités Vauban et Humanis fusionnées en 2006) et Aprionis (issu de la fusion de Apri et Ionis en 2009). Le nouvel ensemble s'est ensuite rapproché du groupe Novalis Taitbout (issu de la fusion de Novalis et Taitbout en 2010), pour créer le 26 janvier 2012 le Groupe Humanis.
Le 1er janvier 2015, les institutions de retraite complémentaire Altea, Irnéo et Novalis Retraite Arrco (caisses Arrco) deviennent Humanis Retraite Arrco, tandis qu’Altea, la CGRCR et Novalis Retraite Agirc deviennent Humanis Retraite Agirc.
En mars 2018, Humanis et Malakoff Médéric annoncent discuter d'un rapprochement de leurs activités de retraite complémentaire et d'assurance de personnes au 1er janvier 2019. 
En juillet 2018, l'Autorité de la concurrence autorise la fusion. Le 1er janvier 2019, les groupes Malakoff Mederic et Humanis se sont rapprochés pour devenir Malakoff Médéric Humanis.

## Chiffres clés (2014)
- Près de 700 000 entreprises clientes[1]
- 10 millions de personnes protégées[1]

## Fonctionnement

### Gouvernance
Humanis est doté d’une gouvernance paritaire et mutualiste dont le Conseil d'administration regroupe à parité les représentants des employeurs et ceux des salariés, ainsi que des représentants de ses mutuelles, élus par les adhérents. La gouvernance est assurée par une Association sommitale  qui définit les orientations politiques et stratégiques du Groupe et nomme le Directeur Général.

### Direction Générale
- du 26 janvier 2012 au 16 janvier 2013 : Damien Vandorpe
- du 17 mars 2013 au 31 août 2017 : Jean-Pierre Menanteau [5]
- du 1er septembre 2017 au 1er octobre 2018 : Olivier Mesnard [6]
- à compter du 2 octobre 2018 : Thomas Saunier [7],[8]

## Activités

### Retraite complémentaire (Agirc et Arrco)
Deux caisses principales :
- Humanis Retraite Arrco (cadres et non-cadres)
- Humanis Retraite Agirc (cadres uniquement)

Et deux caisses spécifiques pour l’Outre-Mer et les expatriés :
- CRE (cadres et non-cadres)
- Ircafex (cadres uniquement)

### Prévoyance, santé, dépendance
Humanis vend des solutions d’assurance à destination des particuliers (complémentaire santé et prévoyance) et des entreprises (mutuelles d’entreprise pour leurs salariés). Elle compte trois instituts de prévoyance (Humanis Prévoyance, IPBP et Ipsec), quatre mutuelles (Mutuelle Humanis Nationale ou MHN, Grand Est Mutuelle dite Radiance Groupe Humanis Grand Est devenue généraliste en mars 2018, Mutuelle Renault et Mutuelle de l'industrie du Pétrole).
En 2016, Humanis a créé Humanis Développement Solidaire, une société de groupe assurantiel de protection sociale (SGAPS) pour se conformer à la réforme réglementaire de l'Union européenne pour le monde de l'assurance, dite Solvabilité 2.
Humanis Assurances est quant à elle une société d’assurance, créée en 2015 à la suite des rapprochements de plusieurs entités du groupe Humanis (Etika, société d’assurance spécialisée dans l’assurance de personnes et l’assurance vie, Welcare, société d’assurance spécialisée dans l’assurance santé et prévoyance à l’international et l’Union Radiance Groupe Humanis).[réf. souhaitée]

### Épargne retraite et salariale
Humanis propose des solutions d’épargne salariale et d'épargne retraite par l’intermédiaire de la société Inter Expansion-Fongépar, en partenariat avec CNP Assurances.
L’épargne individuelle recouvre l’épargne salariale et la retraite supplémentaire (PEE/PERCO, PEI/PERCOI) et la gestion pilotée. L'épargne collective recouvre la retraite supplémentaire (article 83, article 39, IFC et Madelin) ainsi que l'épargne salariale (PEE/PERCO, PEI/PERCOI, participation et intéressement). La gestion d'actifs inclut la gestion financière épargne salariale (FCPE) et la gestion financière institutionnelle (OPCVM).
En mai 2018, Humanis et AG2R La Mondiale fusionnent leurs activités d'épargne salariale.

## Activité de lobbying

### Auprès de l'Assemblée nationale
Humanis Group est inscrit comme représentant d'intérêts auprès de l'Assemblée nationale. Il déclare à ce titre en 2013 un chiffre d'affaires de 15 milliards d'euros, et indique que les coûts annuels liés aux activités directes de représentation d'intérêts auprès du Parlement sont compris entre 200 000 et 250 000 euros.

### Auprès des institutions de l'Union européenne
Le Groupe Humanis est inscrit depuis 2012 au registre de transparence des représentants d'intérêts auprès de la Commission européenne. Il déclare en 2015 pour cette activité des dépenses d'un montant compris entre 25 000 et 50 000 euros.